# Latour-Bas-Elne
Latour-Bas-Elne (Catalaans: La Torre d'Elna) is een gemeente in het Franse departement Pyrénées-Orientales (regio Occitanie). De plaats maakt deel uit van het arrondissement Perpignan. Latour-Bas-Elne telde op 1 januari 2022 3.224 inwoners.

## Geografie
De oppervlakte van Latour-Bas-Elne bedroeg op 1 januari 2022 3,31 vierkante kilometer; de bevolkingsdichtheid was toen 974 inwoners per km².

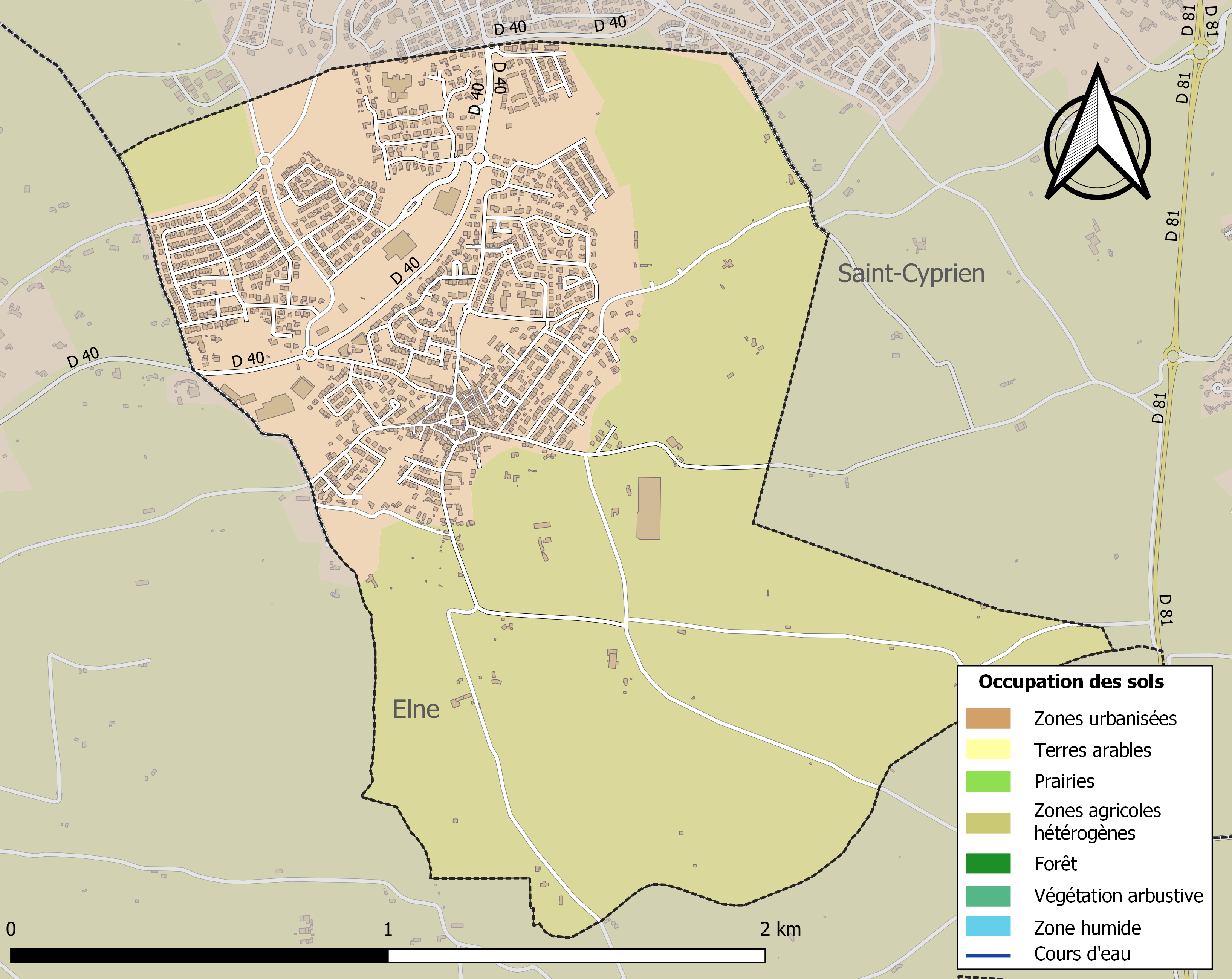
Kaart van de gemeente met de belangrijkste infrastructuur, bodemgebruik en omliggende gemeenten

## Demografie
Onderstaande figuur toont het verloop van het inwonertal (bron: INSEE-tellingen).